# روجر ايشليمان
روجر ايشليمان (بالإنجليزية: Roger Aeschlimann)‏ ولد بتاريخ 24 سبتمبر 1923 في سويسرا، وتوفي في 4 مايو 2008 في كانتون فاليز، سويسرا، كان دراج سويسري.

## روابط خارجية
- روجر ايشليمان على موقع أرشيف الدراجات (الإنجليزية)
- روجر ايشليمان على موقع إحصائيات الدراجات الإحترافية (الإنجليزية)